# Sarah-Maude Lachance
Pour les articles homonymes, voir Lachance.
Pas d'image ? Cliquez ici

a Compétitions nationales et continentales officielles uniquement.

b Matchs officiels uniquement.
Sarah-Maude Lachance, né le 7 décembre 1998 à Victoriaville (Canada), est une joueuse internationale canadienne de rugby à XV évoluant aux postes de centre, d'ailier et d'arrière. 
Elle porte les couleurs du Stade bordelais, avec lequel elle est double championne de France, en 2024 et 2025.

## Biographie
Sarah-Maude Lachance naît le 7 décembre 1998 à Victoriaville. Elle commence le rugby à XV avec les Vulkins, l'équipe du Cégep de sa ville natale. Elle intègre en 2019 l'équipe du Rouge et Or de l'Université Laval où elle étudie en 2022 la physiothérapie.
Elle joue à partir de la saison 2020-2021 en France avec le club de Lons Section paloise, aux positions de centre, d'ailière, ou d'arrière.
Elle fait ses débuts en équipe du Canada en 2021 contre les États-Unis lors de la Pacific Four Series.
En 2022, elle est sélectionnée pour disputer la Coupe du monde de rugby à XV en Nouvelle-Zélande.
À l'automne 2023, elle participe dans ce même pays à la toute première édition du WXV. À cette même période, elle rejoint le Stade bordelais : en 2024 elle contribue à la reconquête du titre de championne de France par les Lionnes, après avoir participé à huit des treize rencontres du championnat 2023-2024 (blessée, elle ne joue pas les phases finales),, .
Au printemps 2024, elle est retenue pour participer à la Pacific Four Series, compétition dont le Canada sort victorieux après des victoires contre les États-Unis, l'Australie et la Nouvelle-Zélande. Elle dispute la deuxième rencontre face aux Wallaroos.
Le 31 mai 2025, son équipe du Stade bordelais remporte à nouveau le Championnat de France (blessée, elle ne participe pas à la finale).

## Palmarès

### En club
- Vainqueur du Championnat de France en 2024 et 2025.

### En équipe nationale
- Vainqueur de la Pacific Four Series en 2024.